# Pérák
 (février 2022).
Pérák, « l'homme à ressort de Prague », est une légende urbaine née dans la ville de Prague durant l'occupation allemande de la Tchécoslovaquie au milieu de la Seconde Guerre mondiale. Dans les décennies qui ont suivi la guerre, Pérák a atteint le statut de héros de guerre tchèque.

## Histoire
Selon les historiens Callum McDonald et Jan Kaplan, dans leur livre Prague in the Shadow of the Swastika: a History of the German Occupation 1939–1945 : « L'homme à ressort » était connu pour surgir des allées enténébrées et des recoins obscurs pour effrayer les passants. La tradition orale suggère que certains sauts de Pérák étaient si extraordinairement démesurés que celui-ci pouvait sauter par-dessus un train de marchandises, à la manière de Jack Talons-à-Ressort.